# Kohrener Land
Kohrener Land este o arie protejată (arie de protecție specială avifaunistică — SPA) din Germania întinsă pe o suprafață de 964 ha, integral pe uscat.

## Localizare
Centrul sitului Kohrener Land este situat la coordonatele 51°01′52″N 12°34′40″E / 51.0311°N 12.5778°E.

## Înființare
Situl Kohrener Land a fost declarat arie de protecție specială avifaunistică în noiembrie 2006 pentru a proteja 25 de specii de animale.

## Biodiversitate
Situată în ecoregiunea continentală, aria protejată nu include niciun habitat protejat.
La baza desemnării sitului se află mai multe specii protejate de  păsări (25): pescăruș albastru (Alcedo atthis), rață mică (Anas crecca crecca), Anas platyrhynchos platyrhynchos, Ardea cinerea cinerea, rață-cu-cap-castaniu (Aythya ferina), rața moțată (Aythya fuligula), Bucephala clangula, barză albă (Ciconia ciconia ciconia), erete de stuf (Circus aeruginosus), lebădă de vară (Cygnus olor), ciocănitoarea de stejar (Dendrocopos medius), ciocănitoare neagră (Dryocopus martius), egretă albă (Egretta alba), muscar (Ficedula parva), Fulica atra atra, sfrâncioc roșiatic (Lanius collurio), pescăruș râzător (Larus ridibundus), gaia neagră (Milvus migrans), gaia roșie (Milvus milvus), viespar (Pernis apivorus), ciocănitoare verzuie (Picus canus), Podiceps cristatus cristatus, silvie porumbacă (Sylvia nisoria), Tachybaptus ruficollis ruficollis, fluierar de mlaștină (Tringa glareola).